# هنري موراي (سياسي)
هنري موراي (بالإنجليزية: Henry Murray)‏ هو سياسي أسترالي، ولد في 2 أبريل 1844، وتوفي في 16 يناير 1927. حزبياً، نشط في Liberal Party (Australia, 1909) ‏. وقد انتخب عضو مجلس النواب تسمانيا من الجمعية.